# Heraklo i Omfala
Heraklo i Omfala je ulje na platnu baroknog slikara Petera Paula Rubensa. Riječ je o slici koja je prikazuje starogrčkog junaka Herakla i lidijsku kraljicu Omfalu.
Djelo je naručio genovljanski pjesnik Giovanni Vincenzo Imperiale u čijem je vlasništvu bila do njegove smrti 1648. Nakon toga prelazi u vlasništvo Francesca Marije (1661.), Charlesa II. de Gonzague, Kristine Švedske (1685.) i drugih velikaša tog razdoblja dok se danas nalazi u pariškom Louvreu.
Prema grčkoj mitologiji, Heraklo je služio kraljici Omfali najprije kao rob a kasnije kao ljubavnik. Ona sama voljela ga je ponižavati pa je tako i on naslikan u potpunosti gol dok je ona u dominantnoj poziciji stojeći na sarkofagu iznad njega noseći lavlju kožu. Pored kraljičinih nogu nalazi se bijeli pas kao simbol vjernosti.
Djelo je restaurirano 1973. i 1983. godine.